# Sophie Solomon
Sophie Solomon (ur. 6 czerwca 1978) – brytyjska skrzypaczka i kompozytorka, łącząca w swojej muzyce nurty muzyki klezmerskiej, rosyjskiej, wschodnioeuropejskiej i cygańskiej. Była założycielką brytyjskiej grupy Oi Va Voi. Współpracowała z przedstawicielami muzyki klezmerskiej, takimi jak David Krakauer czy Frank London.
W 2006 wydała debiutancki album solowy Poison Sweet Madeira. We wrześniu 2006 występowała w Polsce, w Łodzi na Festiwalu Dialogu Czterech Kultur. W 2012 została dyrektorem Jewish Music Institute.

## Dyskografia
- Poison Sweet Madeira (2006)
- Stop the Parade (2016)